# 吉野郵便局 (奈良県)
吉野郵便局（よしのゆうびんきょく）は奈良県吉野郡吉野町にある郵便局。民営化前の分類では集配普通郵便局であった。

## 概要
住所：〒639-3199 奈良県吉野郡吉野町丹治1093
民営化直前の集配業務再編において、多くの集配普通郵便局は統括センターとなったが、当局は配達センターとされたため、民営化後も郵便事業株式会社の支店は併設されず、集配センターが併設された。

## 沿革
- 1872年2月3日（明治4年12月25日） - 上市（かみいち）郵便取扱所として開設[1]。
- 1875年（明治8年）1月1日 - 上市郵便局（五等）となる。
- 1880年（明治13年） - 為替取扱を開始。
- 1881年（明治14年）6月 - 貯金取扱を開始。
- 1897年（明治30年）3月26日 - 上市郵便電信局となる。
- 1903年（明治36年）4月1日 - 通信官署官制の施行に伴い上市郵便局となる。
- 1961年（昭和36年）3月19日 - 電話交換および電報配達業務を吉野電報電話局に移管[2]。
- 1963年（昭和38年）9月16日 - 特定郵便局から普通郵便局に局種別改定するとともに、吉野郵便局に改称[3]。同日、電話通話および和文電報受付事務を吉野電報電話局に移管。
- 1984年（昭和59年）9月 - 局舎新築。
- 1985年（昭和60年）10月21日 - 竜門郵便局から集配業務を移管。
- 2000年（平成12年）8月14日 - 外国通貨の両替および旅行小切手の売買に関する業務取扱を開始。
- 2007年（平成19年）2月19日 - 中竜門郵便局および新子郵便局から集配業務を移管[4]。
- 2007年（平成19年）3月5日 - ゆうゆう窓口（郵便時間外窓口）を廃止し、配達センター局に移行。
- 2007年（平成19年）10月1日 - 民営化に伴い、併設された郵便事業下市支店吉野集配センターに一部業務を移管。
- 2012年（平成24年）10月1日 - 日本郵便株式会社発足に伴い、郵便事業下市支店吉野集配センターを吉野郵便局に統合。

## 取扱内容
- 郵便、印紙、ゆうパック、内容証明
- 貯金、為替、振替、振込、国際送金、国債、投資信託
- 生命保険、バイク自賠責保険、自動車保険、がん保険、引受条件緩和型医療保険
- ゆうちょ銀行ATM
- 吉野郡吉野町内および同郡大淀町内の一部地域（「639-31xx」「639-33xx」「639-34xx」区域）の集配業務

## 風景印
- 図案は蔵王堂・吉野桜。局名表記は「吉野」
- 使用開始日は1974年（昭和49年）4月1日

## 周辺
- 吉野神宮
- 吉野町国民健康保険吉野病院
- 吉野警察署さくら警察庁舎
- 奈良県立吉野高等学校
- 国道169号
- 吉野川

## アクセス
- 近鉄吉野線 吉野神宮駅から徒歩約1分
- スマイルバス 吉野神宮駅停留所下車
- 駐車場あり：5台